# تجاذر
التجاذر في لغة اشتراك كلمتين أو أكثر من كلماتها في الجذر ودخولهما في متنها كلا بطريقتها. تُسمى كل كلمة منهما صِنْو.

## أمثلة

### في العربية

#### من الفارسية
- گُناه عرب منها الجُناح بضم الجيم والجناية بكسرها.[4]
- الفنجان والبنكام كلاهما معرب من پنگان.[5]

#### من اليونانية
- χάρτης، ومعناها الكتاب، عرب منها الخارطة والقرطاس.[6]
- ὠκεανός (أوقيانوس) عرب منها القاموس وأقيانوس.

### من العربية

#### في الفرنسية
- ترجمان نقلت إلى الفرنسية تحت لفظي drogman وtruchement بمعنًى.

#### في الإسبانية
- فندق (يونانية) نقلت fundago وalhóndiga

## حواش
1. ↑  (حالم الجيلالي). وسميت كذلك التزاوج أو المزاوجة (محمد أوكمضان)
2. ↑  رمزي البعلبكي (1990)، معجم المصطلحات اللغوية: مع 16 مسرداً عربياً (بالعربية والإنجليزية) (ط. 1)، بيروت: دار العلم للملايين، ص. 160، OCLC:30475414، QID:Q112231927
3. ↑  منير البعلبكي؛ رمزي البعلبكي (2008). المورد الحديث: قاموس إنكليزي عربي (بالعربية والإنجليزية) (ط. 1). بيروت: دار العلم للملايين. ص. 367. ISBN:978-9953-63-541-5. OCLC:405515532. OL:50197876M. QID:Q112315598.
4. ↑  أدي شير (1907) ص. 45
5. ↑  پنگان - لغت نامه دهخدا نسخة محفوظة 26 يناير 2020 على موقع واي باك مشين.
6. ↑  Sözlerin Soyağacı: Çağdaş Türkçenin Etimolojik Sözlüğü نسخة محفوظة 16 ديسمبر 2011 على موقع واي باك مشين.